# Platamus debilis
Platamus debilis es una especie de coleóptero de la familia Silvanidae.

## Distribución geográfica
Habita en Belice y Nicaragua.